# Abolition du califat

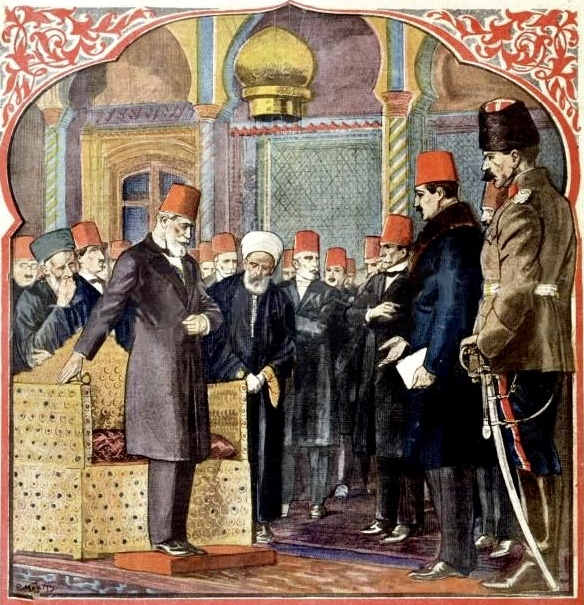
« Le dernier calife », illustration du Petit Journal illustré, 16 mars 1924.

L’abolition du califat est une décision de la Grande Assemblée nationale de Turquie, le 3 mars 1924, sur proposition de Mustafa Kemal, de mettre fin au califat islamique.

## Histoire

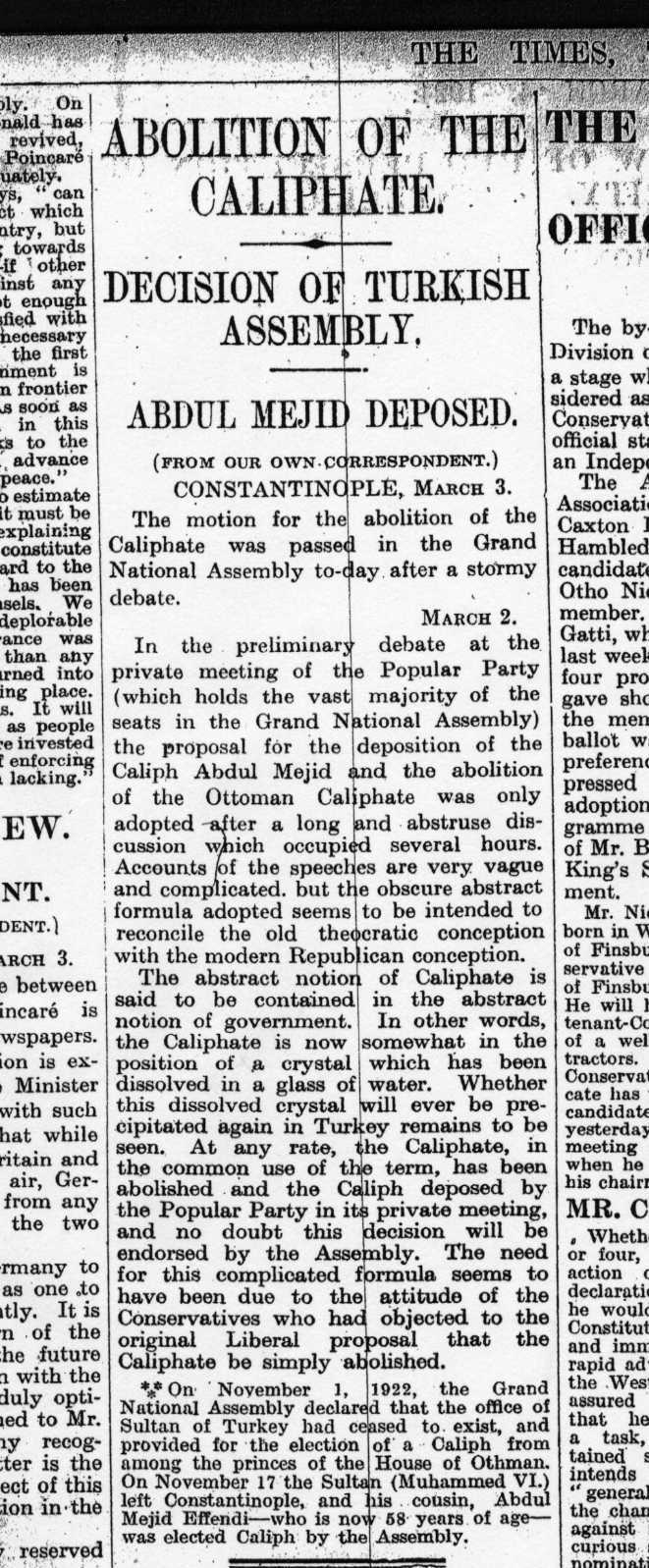
L'abolition du califat rapporté par le Times of London, 3 mars 1924.

À la suite de la Première Guerre mondiale, le traité de Sèvres du 10 août 1920 prévoit la renonciation de l'Empire ottoman sur ses provinces arabes et africaines. En effet, l'Empire appartient au camp des puissances vaincues (Allemagne, Autriche-Hongrie, Empire ottoman, Bulgarie).
Dès la phase d'élaboration de ce traité, ce projet de démantèlement provoque en Turquie un sursaut national autour du général Mustafa Kemal. Une Grande Assemblée nationale de Turquie est constituée le 23 avril 1920, à la suite des élections organisées par le général Kemal. Ce dernier en devient président à l'unanimité. La signature du Traité de Sèvres le 10 août 1920, et les succès militaires du général Mustafa Kemal, accentuent le ralliement de la population turque au mouvement incarné par le général. Le 19 novembre 1922, le sultanat est aboli, le dernier sultan Mehmed VI est déposé. Durant cette première étape de changement de régime politique, Mustafa Kemal dissocie le sultanat de Constantinople, pouvoir politique, du califat, pouvoir religieux, même si les deux s'incarnaient depuis le XVIe siècle en un seul homme : « le Califat est une chose très importante dans l'Islam parce qu'il forme un lien sacré entre les Musulmans » affirme encore le 1er novembre 1922 le président turc. Cette séparation entre les pouvoirs politique et spirituel correspond à son choix de laïcité du nouveau régime. Le califat est donc maintenu dans cette première étape, et Abdülmecid II est désigné nouveau calife (le 101e) à la place de son cousin Mehmed VI.
Le 29 octobre 1923, Mustafa Kemal, futur Atatürk, fait proclamer la République turque par cette Grande Assemblée nationale réunie à Ankara (ou Angora), nouvelle capitale du pays. Il en devient le premier président. Mais le 3 mars 1924, toujours sur proposition de Mustafa Kemal, la Grande Assemblée nationale de Turquie vote aussi l'abolition du califat. Le 101e calife Abdülmecid est contraint à l'exil.
Les raisons de l'abolition du califat sont essentiellement politiques car le calife était devenu en quelques mois un des points de ralliement de l'opposition monarchiste et religieuse. Il était également un vecteur d'interférences, pour d'autres États, dans la politique intérieure turque. Mustapha Kemal accentue aussi, par cette décision, la rupture avec le passé, et la distinction entre la Turquie, dont il veut faire un État laïc, et l'Islam.

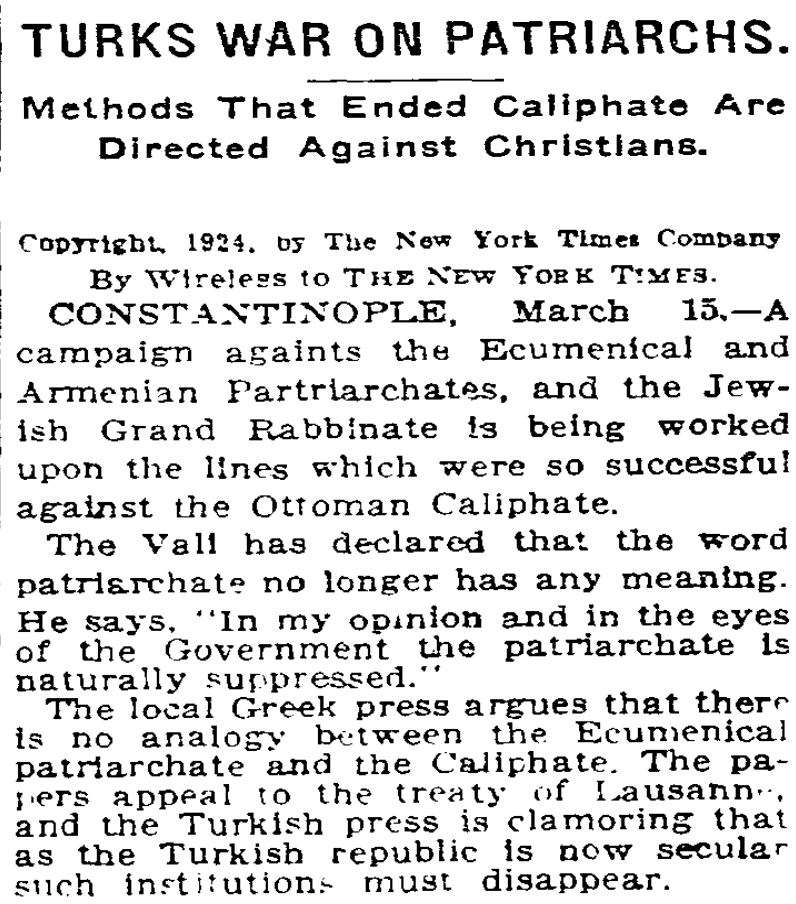
« La guerre des Turcs contre les patriarches », après l'abolition du califat, comme le rapporte le New York Times, 16 mars 1924.

Cette abolition a été contestée par des musulmans en dehors de la Turquie, en Égypte par exemple, mais aussi dans d'autres pays, jusqu'en Inde, même si, parmi certains intellectuels, Ali Abd al-Raziq en Égypte avait rappelé dès 1925, dans un ouvrage intitulé L'Islam et les fondements du pouvoir, qu’il n’est jamais fait mention du Califat dans le Coran et qu'il n'est pas consubstantiel à l'Islam. Pour les musulmans contestant cette abolition, elle ne peut pas être une décision de l'assemblée turque mais ne peut être décidée que par l'ensemble de l'Oumma, la communauté musulmane,.

## Suites
En 1924, une tentative d'établir un califat pérenne a été menée par Hussein ben Ali, avec l'approbation de Mehmed VI, qui s'est proclamé calife en tant que gardien des lieux saints de l'islam et sayyid. Cependant, cette tentative s'est heurtée à la prise de pouvoir et à son abolition par la dynastie Saoud.